# サルトルーヴィル
サルトルーヴィル （Sartrouville）は、フランス、イル＝ド＝フランス地域圏、イヴリーヌ県のコミューン。

## 地理
セーヌ川沿いにあるサルトルーヴィルは、パリ・ポルト・マイヨから北西部約15km地点にある。

## 由来
サルトルーヴィルとは、ラテン語のSartoris villaに由来する。Sartorisとは、この地にヴィッラを開拓した者の名前である。これにより、サルトルーヴィルの地はかつて森に覆われ、後に切り開かれたことがわかる。

## 歴史

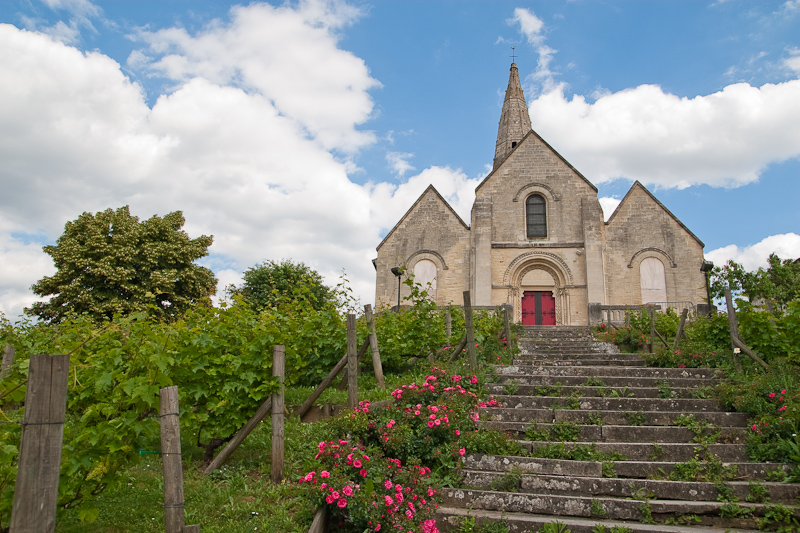
サン＝マルタン教会とブドウ畑

サルトルーヴィルの歴史は、ガイウス・ユリウス・カエサルのガリア征服直後にさかのぼる。ガロ＝ローマ系の農夫たちが、セーヌ川の湾曲部に入植した。彼らは森を切り開いて耕地をつくり、ヴィッラ開拓者の名が地名Sartoris villaとなった。
サルトルーヴィルは長い間ワイン製造の土地であった。ガメ、ノワール、ゴワ、ムニエ、モリヨンといったブドウが栽培され、リュ・デ・モリヨン、リュ・ガメといった地名が残っている。
20世紀初頭にサルトルーヴィルのワインの伝統は途絶えた。鉄道の到来で地元産ワインがフランス南部のワインと競争しなければならなくなったこと、1902年のフィロキセラ流行でブドウ栽培が打撃を受けたことが理由である。現在、ほんの数種類がサン＝マルタン教会近くで栽培されている。

## 交通
- 道路 - D308、D121、N192
- 鉄道 - RER A線サルトルーヴィル駅

## 姉妹都市
- カリテイア、ギリシャ
- パソス・フェレイラ、ポルトガル
- ヴァルドクライブルク、ドイツ

## 出身者
- ニコラ・ル・リッシュ